# Rafael Batista
Rafael Batista Sánchez (25 de noviembre de 1933 - 25 de octubre de 2008) fue un primera base dominicano que jugó en las Grandes Ligas de Béisbol. 
Batista fue firmado por los Milwaukee Braves como amateur antes de la temporada 1965, y reclutado por los Astros de Houston desde los Bravos de Atlanta en el draft de ligas menores del 28 de noviembre de 1967. Jugó para los Astros en 1973 y 1975.
Durante sus dos cortos períodos con Houston, jugó en un total de 22 partidos, sobre todo como bateador emergente. Bateó para .280 y fue excelente en el campo de juego. En ocho apariciones en la primera base tuvo un récord de veintiséis outs, una asistencia, sin errores, y participó en un doble play. En su inicio en las mayores (2 de julio de 1973 en el Astrodome) se fue de 0-4 contra el abridor de San Diego Padres  y ganador Clay Kirby. Más tarde fue adquirido por los Cafeteros de Córdoba de la Liga Mexicana antes de la temporada de 1976, y nunca volvió a jugar en las Grandes Ligas.

## Liga Dominicana
Conocido como "El Gallo" en la Liga Dominicana, Batista debutó  en la temporada 1964-65 militando para las Estrellas Orientales durante veinte años y estableciendo excelentes récords, algunos aún no superados.
Batista estableció varios récords en la liga, ente ellos: 
- 11 temporadas consecutivas en remolcar 20 o más carreras con un total de 395 de por vida (mantiene el liderato)
- Más partidos jugados con 946
- 3,200 Veces al bate
- 157 dobles
- 1,160 bases alcanzadas
- 379 bases por bolas
- 529 ponches
- En hits conectados ocupa el cuarto lugar en la lista de todos los tiempos con 822, solo superado por Miguel Diloné, Jesús Rojas Alou y Luis Polonia.

## Muerte
Batista murió en Santo Domingo, el 25 de octubre de 2008 a la edad de 74 años.

## Honores
Batista fue exaltado al Salón de la Fama del Deporte Dominicano en 1991. 
En noviembre de 2009, Batista fue honrado por su equipo Estrellas Orientales dando su nombre a uno de los dugouts del Estadio Tetelo Vargas.